# Materiał sadzeniowy
Materiał sadzeniowy – rośliny wyhodowane z jednostek nasiennych, z części roślin lub rośliny z odnowienia naturalnego.
Są to siewki (materiał nie szkółkowany) i przesadki (materiał szkółkowany) drzew i krzewów leśnych produkowane w szkółkach leśnych i wykorzystywane do sztucznego odnowienia lasu poprzez: odnowienie, zalesienie, poprawki, uzupełnienia, dolesienia i wprowadzanie podszytu.